# Федералістська партія
Федералістська партія (англ. Federalist Party, Federal Party) — перша політична партія США. Утворена під час першого президентського терміну Джорджа Вашингтона міністром фінансів Александером Гамілтоном із своїх прихильників (у тому числі Дж. Рид), в основному містян, які підтримували його фіскальну політику. Федералісти були опонентами джефферсонівських республіканців і просували ідею сильного федерального уряду, який контролювали до 1801 року. Федералістом був другий президент США - Джон Адамс. Партія була активна з 1792 по 1816 роки. Повністю припинила існування в 1820-х роках.